# Popzone
Albums de Étienne Daho
Daholympia
(1993) Reserection
(1995)
Popzone est un coffret regroupant les trois premiers albums d'Étienne Daho. Ce coffret est paru en février 1995, il contient un CD de 3 titres bonus.

## Titres de l'album
- Disque 1 : Mythomane
- Disque 2 : La Notte, la notte
- Disque 3 : Pop Satori

- Disque 4 :

1. "Epaule Tatoo" (William Orbit's Remix)
2. "Duel Au Soleil" (Extended Version)
3. "Tombé Pour La France" (Version Maximum)